# Flavin
Flavin – miejscowość i gmina we Francji, w regionie Oksytania, w departamencie Aveyron. W 2013 roku jej populacja wynosiła 2367 mieszkańców. Przez gminę przepływa rzeka Viaur. 

## Zabytki
Zabytki w miejscowości posiadające status monument historique:
- kościół św. Piotra (fr. Église Saint-Pierre)